# Tête de femme (Braque)
Pour les articles homonymes, voir Tête de femme.
Tête de femme est un tableau réalisé par le peintre français Georges Braque en 1909. Cette huile sur toile est le portrait cubiste d'une femme portant un foulard autour de son cou. Elle est conservée au musée d'Art moderne de Paris, à Paris.

## Expositions
- Apollinaire critique d'art, Pavillon des Arts, Paris, 1993 — n°18.